# Emenica
Emenica é um gênero de coleóptero da tribo Uracanthini (Cerambycinae). Na qual compreende uma única espécie, distribuída apenas na Austrália.

## Descrição
Clípeo grande; labrum curto. Olhos moderados, um pouco emarginado. Antenas lineares, mais longas que o corpo. Protórax alongado e subcilíndrico. Escutelo triangular. Élitros alongados,com extremidades arredondadas.

## Sistemática
- Ordem Coleoptera
  - Subordem Polyphaga
    - Infraordem Cucujiformia
      - Superfamília Chrysomeloidea
        - Família Cerambycidae
          - Subfamília Cerambycinae
            - Tribo Uracanthini
              - Gênero Emenica
                - Emenica nigripennis (Pascoe, 1875)